# Felsővesztény
Felsővesztény (1899-ig Felső-Vesztenic, szlovákul Horné Vestenice) község Szlovákiában, a Trencséni kerületben, a Privigyei járásban.

## Fekvése
Privigyétőltól 17 km-re délnyugatra, a Nyitrica-patak jobb partján fekszik.

## Története
A mai község területén már a 10. században szláv erődítmény állt.
Maga a falu valószínűleg a 11. században keletkezett. 1332-ben a pápai tizedjegyzékben „Vestinic” alakban említik először, amely ekkor említi Szent Péter tiszteletére szentelt templomát is. A templom maradványai a Horka nevű dombon láthatók, közelében a régészeti feltárás során ezüst karperec került elő. 1349-ben „Wezthenicz Superior” néven szerepel írott formában. 1553-ban 12 portával adózott. 1663-ban a töröknek fizetett adót. A faluban vámszedőhely és postaállomás is volt, lakói a 18. században szőlőt és sáfrányt termesztettek. 1715-ben 25 adózó háztartása volt. A szkacsányi uradalomhoz tartozott, 1777-től a község kegyura a nyitrai káptalan volt. 1778-ban 62 házában 403 lakos élt.
A 18. század végén Vályi András így ír róla: „Alsó, Felső Vesztenicz. Két népes tót faluk Nyitra Várm. földes Urok a’ Nyitrai Káptalanbéli Uraság, lakosaik katolikusok, Alsó a’ Felsőnek filája; fekszenek Rokos nevű hegy alatt; földgyeik jók, fájok van, szőlejik termékenyek, javaik többfélék, sáfrányt is termesztenek.”
1828-ban 81 háza és 564 lakosa volt. Lakói mezőgazdasággal, gyümölcstermesztéssel, házalással foglalkoztak.
Fényes Elek 1851-ben kiadott geográfiai szótárában így ír a faluról: „Felső-Vesztenicz, Nyitra m. tót falu, 564 kath. lak. Kath. paroch. templom; szép erdő; középszerű szántóföldek. Lakosai a két Vesztenicznek ugynevezett sárfányosok, kik sáfránynyal, és mindenféle portékákkal az egész országban széljel járnak. F. u. a nyitrai káptalan. Privigyéhez délre 2 1/2 órányira.”
Borovszky Samu monográfiasorozatának Nyitra vármegyét tárgyaló része szerint: „Felső-Vesztenicz, tót község, a hasonnevű völgyben. Két sorban épült házai közt a Csihocz nevü hegyi patak foly keresztül. Lakosainak száma 449, vallásuk r. kath. Postája Dvornik, táviró- és vasúti állomása Nagy-Bélicz. Kath. temploma a falun kivül, egy Huorka nevü dombtetőn áll. Építési ideje ismeretlen, de tény, hogy 1500-ban már fennállott. Kőfallal van körülvéve. A falu 1866 óta három ízben majdnem teljesen leégett. Lakosainak nagy része gyümölcstermeléssel és kereskedéssel foglalkozik. E község - úgy mint Alsó-Vesztenicz - a XIV. század közepén a zobori konvent birtoka volt. Későbbi földesurai az Eszterházyak és a nyitrai székeskáptalan voltak.”
A trianoni diktátumig Nyitra vármegye Nyitrazsámbokréti járásához tartozott.
A községben kőbánya működik.

## Népessége
| Év:            | 1994. | 2004.   | 2014.   | 2024.   |
| -------------- | ----- | ------- | ------- | ------- |
| Emberek száma: | 630   | 608     | 612     | 620     |
| Eltérés:       |       | -3,49 % | +0,65 % | +1,30 % |

| Év:            | 2023. | 2024.   |
| -------------- | ----- | ------- |
| Emberek száma: | 622   | 620     |
| Eltérés:       |       | -0,32 % |

1910-ben 511, túlnyomórészt szlovák anyanyelvű lakosa volt.
2001-ben 615 lakosából 606 szlovák volt.
2011-ben 620 lakosából 602 szlovák volt.
2021-ben 629 lakosából 597 szlovák, 2 magyar, 1 cigány, (+1) ruszin, 6 (+1) egyéb és 23 ismeretlen nemzetiségű volt.

## Nevezetességei
- Szent Péter és Szent Pál apostolok tiszteletére szentelt római katolikus temploma 1500 körül épült késő gótikus stílusban, a 17. század második felében bővítették. A 18. század második felében bővítették és barokk stílusban építették át.
- Határában egy 1798-ban horvát kereskedők által emelt kereszt található.

## Híres emberek
- Itt született 1869. szeptember 21-én Ernyey József egyetemi tanár, publicista, gyógyszerészeti szakíró, az Országos Természettudományi Múzeum főigazgatója.

## Külső hivatkozások
- Községinfó
- Felsővesztény Szlovákia térképén
- Rövid ismertető
- E-obce.sk